# Motala Norra By
Motala Norra By är en före detta by norr om Motala ström i Motala socken, Östergötlands län.

## En av tre byar i det forna Motala
Motala Norra By (Motala by Norhan åhn) utgörs på lantmätare Johan Larsson Groths karta 1637 av sju kronohemman, ett skattehemman samt en klockaregård, alla inom Aska härad. Söder om Motala ström fanns Motala Södra By och väster om den norra byn Bispmotala. Den norra byns kronohemman var Storegården, Backegården, Källarehemmet, Orrekulla, Måseskär, Eka och Stenstorp. De båda andra gårdarna hette Skattegården i Motala och Klockaregården. Kyrkan låg intill Klockaregården men hörde till Bispmotala. Därtill kom Motala kungsfiske och flera kvarnar.
Under 1700-talet skatteköptes Backegården (1703), Hällegården (1703) och Storgården (1705).

## Norra byns kvarnar och verk
Till norra byn hörde från Vättern räknat Herrekvarn, Vadstena hospitalskvarn (=Storgårdskvarnen), Falks hammare (med privilegium från 1684), Spolegårdens kvarn, Sågarhems kvarn (Aspegårdens kvarn som hörde till Aspegården i södra byn), Hällegårdens kvarn och krutstamp samt Backegårds hammare. Att fisket var en viktig näringsgren framgår av att norra byn, i likhet med den södra, rymde flera fasta fisken, fiskeverk, bland annat "Långverkan" och Backegårds fiskeverka. 
Vid 1800-talets mitt hörde till Backegården en knipphammare som ägdes av Göta Kanalbolag. Denna knipphammare var den äldsta kända hammarsmedjan i Motala, grundad någon gång 1609–1618. På samma plats anlades 1853 stångjärnsbruket Katrinefors bruk av M T Berndes, ägare till gården Säter norr om Motala. Man övergick senare till spik- och manufaktursmide. Innan bruket brann ned 1912 tillverkades spadar, plogbillar och skyfflar. Vad gäller spadar och skyfflar blev bruket en föregångare i Motala. 
Där Motala ström förr gjorde en krök fanns Backegårdens såg eller Hårstorpsågen. Den fanns redan 1558 och tillhörde då Motala kungsgård. Sedan kungsgården upplösts 1569 tillföll sågen Vadstena slott och kallades Slottssågen. År 1720 tillhörde sågen Hårstorp och 1871 brukades den av Göta kanalbolag.     
Fram till reformationen ägdes Spolegårdens kvarn av Alvastra kloster, därefter tillhörde den Motala kungsgård. Till Spolegården hörde vid 1880-talets mitt förutom en kvarn med två par stenar en stålkvarn och en grynkvarn. Aspegårdens kvarn var raserad men där intill fanns ett kritbruk. Herrekvarn med lax- och ålfiske ägdes vid 1800-talets mitt av kronan.